# Will You Be There
Will You Be There er en single fra Michael Jackson, der blev udgivet i juli i 1993. Sangen er fra albummet Dangerous, som blev udgivet i 1991. Will You Be There er soundtracket til filmen Befri Willy.
Jackson blev sagsøgt for denne sang, af den italienske kunstner Al Bano, som anså det for at være en efterligning af hans I cigni di Balaka. Italienske dommere udtalte, at de to sange, som begge er meget ens, er inspireret af en traditionel indisk sang.
Sangen blev sunget af Jennifer Hudson under mindehøjtideligheden d. 7 juli 2009 i Stables Center for den afdøde Michael Jackson.

## Priser
Will You Be There vandt MTV Movie Award for "Best Song in a Movie" i 1994.

## Indhold
1. "Will You Be There" (Radio version) – 5:22
2. "Man in the Mirror" – 5:15
3. "Girlfriend" – 3:04
4. "Will You Be There" (Album version) – 7:40

| Musik | Spire Denne musikartikel er en spire som bør udbygges. Du er velkommen til at hjælpe Wikipedia ved at udvide den. |